# دعشل (عبس)

تعديل مصدري - تعديل

دعشل هي إحدى قرى عزلة بني ثواب بمديرية عبس التابعة لمحافظة حجة، بلغ تعداد سكانها 291 نسمة حسب تعداد اليمن لعام 2004.